# Pont-du-Navoy
Pont-du-Navoy är en kommun i departementet Jura i regionen Bourgogne-Franche-Comté i östra Frankrike. Kommunen ligger i kantonen Champagnole som tillhör arrondissementet Lons-le-Saunier. År 2022 hade Pont-du-Navoy 275 invånare.

## Befolkningsutveckling
Antalet invånare i kommunen Pont-du-Navoy
Referens:INSEE